# Mírenla
«Mírenla» es una canción y sencillo del grupo musical de Argentina Ciro y los Persas, incluida originalmente en su segundo álbum de estudio titulado 27 de 2012. Fue lanzada como sencillo el 22 de abril de 2013. Es una de las canciones más conocidas del grupo.

## Video musical
El video musical fue publicado 22 de abril de 2013 en YouTube, en la cuenta oficial del grupo musical. Actualmente cuenta con más de 100 millones de vistas, siendo el video musical más visto del grupo. Cuenta con la participación de la famosa actriz de Argentina Isabel Macedo, la cual besa al vocalista del grupo, Andrés Ciro Martínez en el video musical.

## Letra
La letra de la canción fue escrita por el vocalista Andrés Ciro Martínez y está basada en la modelo Jazmín De Grazia, quien falleció el 5 de febrero de 2012, por ahogamiento, de quien el artista dijo que le parecía que representaba la imagen de la soledad.

## Formación
- Andrés Ciro Martínez: Voz, armónica y coros.
- Joao Marcos Cezar Bastos: Bajo y coros.
- Juan Manuel Gigena Ábalos: Guitarra y coros.
- Rodrigo Pérez: Guitarra y coros.
- Julián Isod: Batería y coros.